# Ernst Wenck

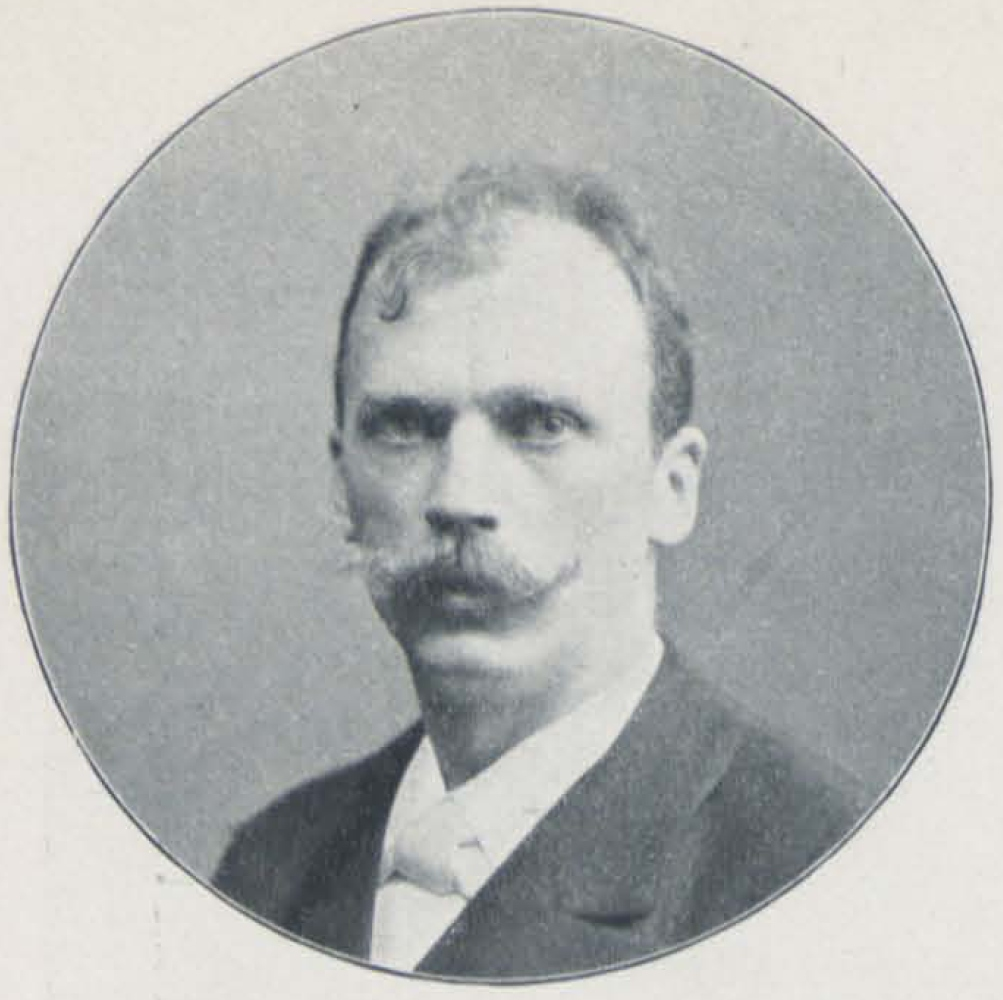
Ernst Wenck (1865–1929).

Ernst Wenck (* 18. März 1865 in Reppen; † 23. Januar 1929 in Berlin) war ein deutscher Bildhauer.

## Leben
Ernst Wenck war von 1885 bis 1889 Schüler der Unterrichtsanstalt des Kunstgewerbemuseums und der Akademie der Künste in Berlin. Nach einigen Auslandsaufenthalten (1885–1891) wurde er zunächst Mitglied, später Zweiter Vorsitzender der Berliner Sezession. 1901 erhielt er auf der Großen Berliner Kunstausstellung eine kleine Goldmedaille. 1922 wurde er Mitglied der Akademie der Künste. Neben einigen bemerkenswerten Denkmälern haben sich einige Porzellanfiguren für Rosenthal erhalten.
Ernst Wenck wurde auf dem St. Marien- und St. Nikolai-Friedhof I, Prenzlauer Allee 1 beigesetzt. Sein Grab ist nicht erhalten.

## Werke

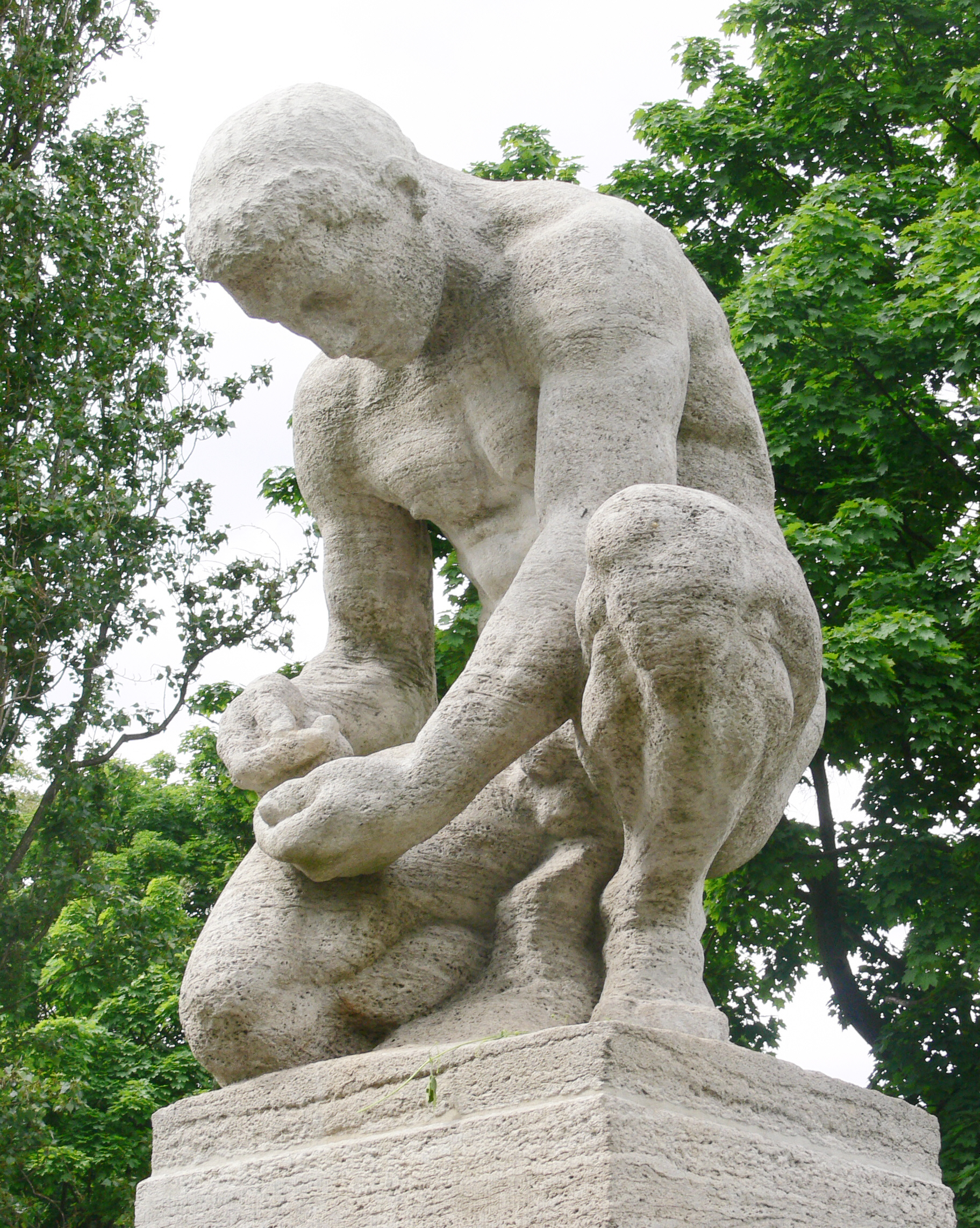
Geldzähler (1912) am Pappelplatz (Invalidenstraße), Berlin-Mitte

- Gigantengruppe, 1895, Leipziger Straße, auf dem Museum für Kommunikation in Berlin, Bronze, Höhe 585 cm[1]
- Berlin-Lichterfelde, Kaiser Wilhelm I.-Standbild, 1897
Einzig das Standbild ist erhalten und steht seit Anfang der 1980er Jahre in der Zitadelle Spandau
- Reiterstandbild Kaiser Wilhelm I. in Weißenfels
- Relief Der Weg des Menschen von der Geburt bis zum Tod St. Marien- und St. Nikolai-Friedhof I, Berlin (erhalten)
- Büste von Eugen Richter (ca. 1907) für dessen Grab auf dem Luisenstädtischen Friedhof
- Geldzähler, Muschelkalkfigur für den gleichnamigen Brunnen in Berlin-Mitte, Pappelplatz (Ecke Invalidenstraße), 1912. Sieger eines Wettbewerbs der Bildhauervereinigung Berlin.
- Hauptportal des Friedhofs der St. Marien- und St. Nikolaigemeinde an der Prenzlauer Allee in Berlin, mit Darstellung der „Lebensalter“ (1912).[2]
- Löwe, ein Wildschwein tötend (Löwe mit Beute), Bronze, 1913, 40 cm
- Gladiatoren kämpfen gegen zwei Stiere, Bronze, 40 cm
- Friedensgöttin, 1919
- Gedenkbrunnen im Spindlershof (zerstört)
- Schlafendes Mädchen, Porzellanfigur für Rosenthal
- Träumender Knabe, Porzellanfigur für Rosenthal
- Trinkende, 1924, Porzellanfigur für Rosenthal[3]
- Fortuna, Porzellanfigur für Rosenthal[4]
- Schwimmerin, 1928, Marmor, Hauptstraße 38, Grünfläche vor dem Stadtbad Schöneberg[5]
- Denkmal für Friedrich Ludwig Jahn, 1929, Spandau, Radelandstraße 21, Muschelkalk, Höhe 380 cm. Sockelinschrift: Ein Jungtum Ein Echtes Deutsches Jungtum Wollte Ich Durch Die Deutsche Turnkunst Erreichen, Friedrich Ludwig Jahn